# Finnas till (roman av Bengt Martin)
Finnas till är en bok av Bengt Martin från 1970, en uppföljare till Sodomsäpplet och Nejlikmusslan och den sista i serien. Den handlar om Joakim Mander som är homosexuell och bor med en tolv år äldre läkare, Björn. Tillsammans åker de ut i Europa.